# Daniel Maldini
Daniel Maldini (Milánó, 2001. október 11. –) olasz utánpótlás-válogatott labdarúgó, középpályás, az AC Milan játékosa.

## Családja
Édesapja Paolo Maldini, nagyapja pedig Cesare Maldini, akik mindketten válogatott labdarúgók voltak a maguk idejében, illetve mindketten az AC Milan labdarúgói és egy időben csapatkapitányai is voltak. Míg Cesare és Paolo egyaránt hátvédként szerepeltek klubcsapatukban illetve a válogatottban, addig Daniel középpályás poszton játszik. Bátyja, Christian Maldini szintén profi labdarúgó. Édesanyja Adriana Fossa egykori modell.
2020. március 21-én megerősítették, hogy Daniel és az édesapja is pozitív koronavírus-tesztet produkáltak. Április 8-án mindketten kigyógyultak a betegségből.

## Pályafutása

### Klubcsapatokban
A milánói születésű Maldini az AC Milan színeiben kezdte pályafutását. 2010-től a az milánói gárda akadémiájának tagja volt, majd 2020. február 2-án mutatkozott be az olasz élvonalban a felnőttek között, Samu Castillejo cseréjeként egy Hellas Verona elleni bajnokin. A 2021-22-es szezonban édesapját és nagyapját követve szintén olasz bajnok lett a AC Milannal.

### A válogatottban
Többszörös olasz utánpótlás-válogatott. 2019. március 22-én mutatkozott be az U18-as nemzeti csapatban egy Hollandia elleni, 2–0-s mérkőzésen. Később, ugyanebben az évben bemutatkozhatott az U19-es válogatottban is.

## Statisztikái

### Klubcsapatokban
2021. augusztus 29-én frissítve.
| Klub           | Szezon         | Liga           | Liga  | Liga | Kupa  | Kupa | Nemzetközi | Nemzetközi | Egyéb | Egyéb | Összesen | Összesen |
| Klub           | Szezon         | Bajnokság      | Mérk. | Gól  | Mérk. | Gól  | Mérk.      | Gól        | Mérk. | Gól   | Mérk.    | Gól      |
| -------------- | -------------- | -------------- | ----- | ---- | ----- | ---- | ---------- | ---------- | ----- | ----- | -------- | -------- |
| AC Milan       | 2019–20        | Serie A        | 2     | 0    | 0     | 0    | —          | —          | —     | —     | 2        | 0        |
| AC Milan       | 2020–21        | Serie A        | 5     | 0    | 0     | 0    | 4          | 0          | —     | —     | 9        | 0        |
| AC Milan       | 2021–22        | Serie A        | 1     | 0    | 0     | 0    | 0          | 0          | —     | —     | 1        | 0        |
| Teljes karrier | Teljes karrier | Teljes karrier | 8     | 0    | 0     | 0    | 4          | 0          | 0     | 0     | 12       | 0        |

## Sikerei, díjai
- AC Milan
  - Olasz bajnok: 2021–22

## További információ
- Daniel Maldini adatlapja a Soccerway oldalon (angolul)
- FIGC U18 Profil
- FIGC U19 Profil